# Sven Christer Swahn
Sven Christer Swahn (n. 3 august 1933, Karlskrona, Comitatul Blekinge, Suedia – d. 15 ianuarie 2005, Limhamn parish⁠(d), Comitatul Scania, Suedia) a fost un scriitor, traducător, critic literar și cercetător literar suedez.

## Biografie
După trecerea examenului de bacalaureat în Landskrona, Swahn a mers să studieze în 1952 la Lund. În paralel cu studiile universitare a început să scrie la nivel profesionist. Din 1960 până în 1966 a fost lector de limba suedeză la Universitatea din Copenhaga, a lucrat apoi pe post de cercetător literar și a obținut în 1971 titlul de doctor în filosofie la Universitatea din Lund. Swahn s-a căsătorit cu colega sa, Sigbrit, profesor onorific de limba și literatura franceză. El a fost fratele folcloristului și etnologului Jan-Öjvind Swahn și tatăl scriitorului Jan Henrik Swahn.
Swahn a desfășurat o activitate productivă în domeniul literar. El s-a manifestat ca poet, nuvelist, romancier, scriitor de cărți pentru tineri și dramaturg. În 1956 a publicat primul volum de poezii Eftermiddagens nycklar. Au urmat în anul următor volumul de poezii Genom många portar și primul roman pentru tineri Indianresan (Călătorie în India). În 1958 i-a apărut primul volum de nuvele 13 historier om spöken och annat (13 povești cu fantome și altele). În 1960 a fost publicat primul roman pentru adulți Bäste bror (Cel mai bun frate). El a mai scris, de asemenea, mai multe piese de teatru și pentru radio. A devenit cunoscut și în calitate de critic literar al ziarului Sydsvenskan (Sydsvenska Dagbladet), precum și ca traducător de poezie și beletristică pentru copii și adulți. Opera sa literară este formată din romane realist-psihologice (precum Pinan, nume dat orașului Karlskrona, și Ett monsters memoarer), dar și din cărți științifico-fantastice, horror, fantasy și polițiste. În cursul unei cariere îndelungate, a scris 14 romane pentru adulți, 16 romane pentru tineri, șase volume de nuvele, două cărți pentru copii, 12 volume de poezie și un număr mare de alte cărți. A realizat aproximativ 200 de traduceri de cărți. Printre altele, el a tradus sonetele lui Shakespeare și Keats, poeziile lui Emily Dickinson și trilogia inițială Terramare a Ursulei K. Le Guin. 

## Scrieri

### Romane
- Bäste bror, 1960
- I ondo, 1962
- Pinan, 1963
- Närmare dig, 1964
- Det är klart att man har sitt arbete och sin goda inkomst, 1966
- Offentlig inrättning, 1971
- Ljuset från Alfa Centauri, 1977
- Förmedlarna, 1978
- Jag lovar dig, 1979
- Nina och Lena, 1982
- Oktogon. Episodroman, 1986
- Stenbrottet, 1987
- Hotbilder, 1991
- Ett monsters memoarer, 2002

### Nuvele
- 13 historier om spöken och annat, 1958
- Orgeladjunkten, 1961
- Mina kära döda, 1977
- Tagning: Framtid, 1979
- Stanna alla klockor, 1991

### Psalmi
- Himlen är så härligt blå, 1978
- Att ta farväl på riktigt sätt, 1979

### Versuri
- Eftermiddagens nycklar, 1956
- Genom många portar, 1957
- Den långa lördagskvällen, 1959
- Enhörningens död, 1984
- Europa min smitta mitt hjärta, 1985
- Den svåra vintern 86, 1987
- Om en hård tid, 1989
- Olwen, 1992
- Tågapågar, 1993
- Stormlyktans hemliga sken, 1993
- Paket till jorden, 2001

### Drame
- Hjärtstilla, eller Arton dagar ur Thomas Vasarys död. I Svenska radiopjäser, 1969
- Ett annat hörn av trädgården. I Svenska radiopjäser, 1984
- Kaspar Hausers fjärde dröm, Hörspiel
- Mossen. I Svenska radiopjäser, 1985
- Om Harriet Löwenhjelm, Hörspiel

### Eseuri
- Bröderna Swahns julbord, 1967
- Bröderna Swahns julknäck, 1968
- Ett kök i Köpenhamn, 1995

### Cărți pentru copii
- Hundekattleken, 1962
- Lill-Nisse reser till Köpenhamn, 1963

### Romane pentru tineri
- Indianresan, 1957
- Biskop Hattos torn, 1960
- Rida med Fenniman, 1964
- Stenjätten, 1965
- Vem har sett vår husbil?, 1966
- Vår man i Nyhavn, 1967
- TV-Thomas, 1969
- Havsporten, 1970
- Spionligan, 1972
- Jakten på Stora sjöormen, 1974
- Duell på månen, 1975
- Skymningsgästerna, 1977
- Tågluffare, 1979
- Huset i Paris, 1986
- Spöket på Myntgatan, 1992

### Istorie culturală
- Detta Lund, 1965
- Jacob Frese, 1971
- Piraten, 1972, revizuită în 1992
- 7 x framtiden, 1974
- Sällsamheter i Karlskrona, 1988
- Den tvinnade enheten, 1998
- 100 års utmärkta författare, 2001

### Antologii
- Brev från Köpenhamn, 1978
- Shakespeares sonetter, 1980
- Den okände Keats, 1984
- Mitt brev till världen. Emily Dickinson i urval, 1986
- Vägen mellan himmel och jord. Selma Lagerlöfs spökhistorier, 1992
- Spökhistorier i mästarklass, 1994
- Rubáiját,1997
- Sällsamma berättelser i mästarklass, 1997
- Korpen och andra dikter. Edgar Allan Poe i urval, 2001

## Traduceri (selecție)
- 1973 – Stanisław Lem: Solaris (Solaris) (Bernces förlag)
- 1974 – Sven Holm: Sjuk och munter (Syg og munter) (Rabén & Sjögren)
- 1974 – Brian W. Aldiss: Drivhuset (Sera) (Bernce)
- 1975 – Philip K. Dick: Flöda min gråt sa polisen (Curgeți, lacrimile mele, zise polițistul) (Bernce)
- 1976 – Jens August Schade: Köttslig kärlek (tradus împreună cu Poul Borum) (FIB:s lyrikklubb)
- 1976 – Maria Kuncewiczowa: En främling (Bokád, 1976
- 1977 – Ursula K. Le Guin: Trollkarlen från Övärlden (Un vrăjitor din Terramare) (Rabén & Sjögren)
- 1978 – Brev från Köpenhamn: sex unga danska poeter (tradus împreună cu Poul Borum) (FIB:s lyrikklubb)
- 1980 – Kingsley Amis: Jakes grej (Jake's Thing) (Bernce)
- 1981 – William Shakespeare: Sonetter (FIB:s lyrikklubb)
- 1981 – Bruce Chatwin: I Patagonien (In Patagonia) (Hamrelius & Stenvall)
- 1983 – Leo Perutz: Nattetid under stenbron (Nachts unter der steinernen Brücke) (Bergh)
- 1984 – Dorrit Willumsen: Marie: en roman om Madame Tussauds liv (Marie: en roman om Madame Tussauds liv) (Alba)
- 1984 – John Keats: Den okände Keats: John Keats sonetter (Bra Böcker)
- 1986 – Emily Dickinson: Mitt brev till världen (selecție realizată de Sven Christer Swahn, împreună cu alți traducători) (Bra Böcker)
- 1987 – Ted Hughes: Huggo vampyrpojken och sanningens kyss (Ffangs the Vampire Bat and the Kiss of Truth) (Sjöstrand)
- 1989 – Edward Palmer Thompson: Sykaosdokumenten (The Sykaos Papers) (Författarförlaget Fischer & Rye)
- 1989 – Philip Pullman: Rubinen i dimman (The Ruby in the Smoke) (Sjöstrand)
- 1990 – Russell Hoban: Monster (Monsters) (Sjöstrand)
- 1992 – Mark Twain: Huckleberry Finns äventyr (Aventurile lui Huckleberry Finn) (Niloé)
- 1994 – Omar Khayyam: Rubáiját (traducere din original de Akbar Golrang și Sven Christer Swahn) (Berättarförlaget)
- 1994 – Novalis: Kristenheten eller Europa ; Hymner till natten (traducere și eseuri de Percival și Sven Christer Swahn) (Ellerström)
- 1996 – Inger Christensen: Fjärilsdalen: ett requiem (Sommerfugledalen) (Bonnier Alba)
- 2000 – Pia Tafdrup: Drottningporten: dikter (Dronningeporten) (Ellerström)
- 2001 – Edgar Allan Poe: Korpen och andra dikter (Ariel)

## Premii și distincții
- Boklotteriets stipendiat, 1960
- Albert Bonniers stipendiefond pentru scriitori tineri și noi, 1961
- Boklotteriets stipendiat, 1964
- Litteraturfrämjandets stipendiat, 1966
- Premiul Astrid Lindgren, 1992